# Pseudopoda exiguoides
Pseudopoda exiguoides är en spindelart som först beskrevs av Song och Zhu 1999.  Pseudopoda exiguoides ingår i släktet Pseudopoda och familjen jättekrabbspindlar. Inga underarter finns listade i Catalogue of Life.